# فعال حقوق بشر
فعال حقوق بشر یا مدافع حقوق بشر اصطلاحی است که در توصیف کسانی به‌کار می‌رود که به صورت صلح‌آمیز و بدون خشونت به صورت انفرادی یا با همکاری کسانی دیگر در راستای ترویج و دفاع از حقوق بشر گام برمی‌دارند.

## اعلامیه مدافعان حقوق بشر
بیانیه سازمان ملل متحد دربارهٔ حق و مسئولیت افراد، گروه‌ها و سازمان‌های جامعه برای تبلیغ و حمایت از حقوق بشر و آزادی‌های اساسی شناخته شده جهانی در ۹ دسامبر ۱۹۹۸ معمولاً به عنوان اعلامیه مدافعان حقوق بشر شناخته شده‌است.

## مکانیسم‌های حفاظت
پس از تصویب اعلامیه مدافعان حقوق بشر در سال ۱۹۹۸، شماری از ابتکارها در سطح بین‌المللی و منطقه‌ای برای افزایش حمایت مدافعان و کمک به اجرای کامل اعلامیه صورت گرفت. در این زمینه مکانیسم‌های زیر ایجاد شد:
- مجلس گزارشگر ویژه سازمان ملل متحد در مورد مدافعان حقوق بشر (۲۰۰۰)
- وظیفه گزارشگر ویژه کمیسیون آفریقایی حقوق بشر و حقوق بشر در مورد مدافعان حقوق بشر (۲۰۰۴)
- واحد مدافعان حقوق بشر کمیسیون حقوق بشر آمریکا (۲۰۰۱)
- دستورالعمل اتحادیه اروپا برای مدافعان حقوق بشر (۲۰۰۴)

در سال ۲۰۰۸، رصدخانهٔ حفاظت از مدافعان حقوق بشر، برنامهٔ مشترک فدراسیون بین‌المللی حقوق بشر (FIDH) و سازمان جهانی مبارزه با شکنجه (OMCT) ابتکار عمل را برای اولین بار برای همه مدافعان حقوق بشر جمع‌آوری کرد 'مؤسسات نهادی (ایجاد شده در سازمان ملل متحد، کمیسیون آفریقا حقوق بشر و مردم، کمیسیون بین‌المللی آمریکا برای حقوق بشر، شورای اروپا، سازمان امنیت و همکاری در اروپا، اتحادیه اروپا) برای پیدا کردن راه‌های افزایش هماهنگی و هم افزایی میان خود و سازمان‌های غیردولتی قرار داد.
در سال ۲۰۱۰، یک وبسایت مجتمع بین مکانیزم ایجاد شد، جمع‌آوری تمام اطلاعات عمومی مربوط به فعالیت‌های مدافعان حقوق بشر مختلف مأموریت‌های حفاظتی، هدف افزایش بازدید از اسناد تولید شده توسط مکانیسم‌ها است - انتشار مطبوعات، مطالعات، گزارش‌ها، اظهارات و … و همچنین از اقدامات آنها

## جایزه مدافعان حقوق بشر
- جایزه سازمان ملل در زمینه حقوق بشر در سال ۱۹۹۸
- جایزه مارتین آننالز، همکاری چندین سازمان غیردولتی حقوق بشر. مارتین آننالز مدافع حقوق بشر و دبیرکل سازمان عفو بین‌الملل بود. دبیرخانه آن در دفتر OMCT در ژنو قرار دارد.
- جایزه مدافع حقوق بشر بالاترین جایزه دیده‌بان حقوق بشر است
- مدافعان حقوق بشر تلپه توسط دولت هلند در سال ۲۰۰۸ تأسیس شد
- لیو شیائووبو، فعال حقوق بشر چینی در زندان، جایزه صلح نوبل سال ۲۰۱۰ را برای مبارزه طولانی و غیرمعمول خود برای حقوق اساسی بشر در چین برنده شد.
- جایزه مدافعان فرانسوی برای مدافعان حقوق بشر در معرض خطر در سال ۲۰۰۵ به منظور «افتخار کار مدافع حقوق بشر»[۳]

## شبکه‌های مشورتی بین‌المللی و حقوق بشر
شبکه‌های حمایت از حقوق بشر در هر کشور یا با هدف قرار دادن مخاطبان خاص برای به دست آوردن حمایت تمرکز می‌کنند.
استفاده از اطلاعات از لحاظ تاریخی برای سازمان‌های حقوق بشر بسیار مهم است. روش‌شناسی حقوق بشر «ترویج تغییرات از طریق ترویج حقایق» در نظر گرفته شده‌است.

## فناوری اطلاعات و حمایت از حقوق بشر در شبکه
دسترسی گسترده اینترنت، تلفن‌های همراه و فن آوری ارتباطات مرتبط که کاربران را قادر به غلبه بر هزینه‌های معامله اقدام جمعی می‌کند، مدل‌های پیشگیرانه دفاع را تغییر داده‌است.به طور کلی میتوان گفت این یک راهی به سوی حمایت است